# Gera Lario
Gera Lario (Gera in dialetto comasco, AFI: /ˈdʒera/) è un comune italiano di 1 056 abitanti della provincia di Como in Lombardia. Fa parte della Comunità montana Valli del Lario e del Ceresio ed è attraversato dal torrente San Vincenzo, sul quale è anche presente una centrale elettrica.

## Storia
La zona era frequentata dai romani. Lo attestano una necropoli scoperta presso la frazione di Sant'Agata e il ritrovamento, presso la chiesa di San Vincenzo, di un mosaico risalente al duecento e di un architrave di un tempio dedicato a Giove. Su quest'ultimo reperto è presente un'iscrizione commemorativa di un voto fatto alla predetta divinità da parte della popolazione preromana degli Auneuniates. Da Gera passava inoltre la via Regina, strada romana che collegava il porto fluviale di Cremona (la moderna Cremona) con Clavenna (Chiavenna) passando da Mediolanum (Milano).
Sotto il profilo religioso, il territorio di Gera fece parte della pieve di Olonio fino al 1444, anno in cui la sede plebana fu trasferita a Sorico.
Sempre inserito della pieve di Sorico sia da un punto di vista religioso (dal 1587 sede di una parrocchia) sia da quello politico-amministrativo (all'interno del Ducato di Milano), nel 1644 il territorio di Gera è attestato all'interno del feudo delle Tre Pievi (Sorico-Gravedona-Dongo), concesso alla famiglia Gallio dal 1580 fin'oltre la metà del XVIII secolo.
Inserito nella stessa pieve fino alla fine del Settecento, nel 1751 il comune di Gera comprendeva già il cassinaggio di Sant'Agata, collocato.
Un decreto di riorganizzazione amministrativa del Regno d'Italia napoleonico datato 1807 sancì l'aggregamento dei comuni di Montemezzo, Sorico e Trezzone a quello di Gera, che cinque anni più tardi venne a comprendere anche il soppresso comune di Bugiallo. Tutte le decisioni del periodo napoleonico furono tuttavia abrogate con la Restaurazione.
Nel 1929 il comune di Gera cambiò la propria denominazione in "Gera Lario" (R.D. 13 maggio 1929, n. 954).
L'8 agosto 1951 Gera Lario fu colpita da un'alluvione che provocò la morte di 17 persone.

### Simboli
Lo stemma e il gonfalone sono stati concessi il 3 dicembre 2001.
Le tre croci rosse in campo argento ricordano che Gera Lario era annesso al territorio delle Tre Pievi; il leone è ripreso dall'arma della famiglia Gallio, feudatari locali, di cui fu membro il cardinale Tolomeo Gallio; la pianura di azzurro, con riflessi argentati, rappresenta il lago su cui si affaccia il paese.
Il gonfalone è un drappo troncato di rosso e di bianco.

## Monumenti e luoghi d'interesse

### Architetture religiose

#### Chiesa di San Vincenzo

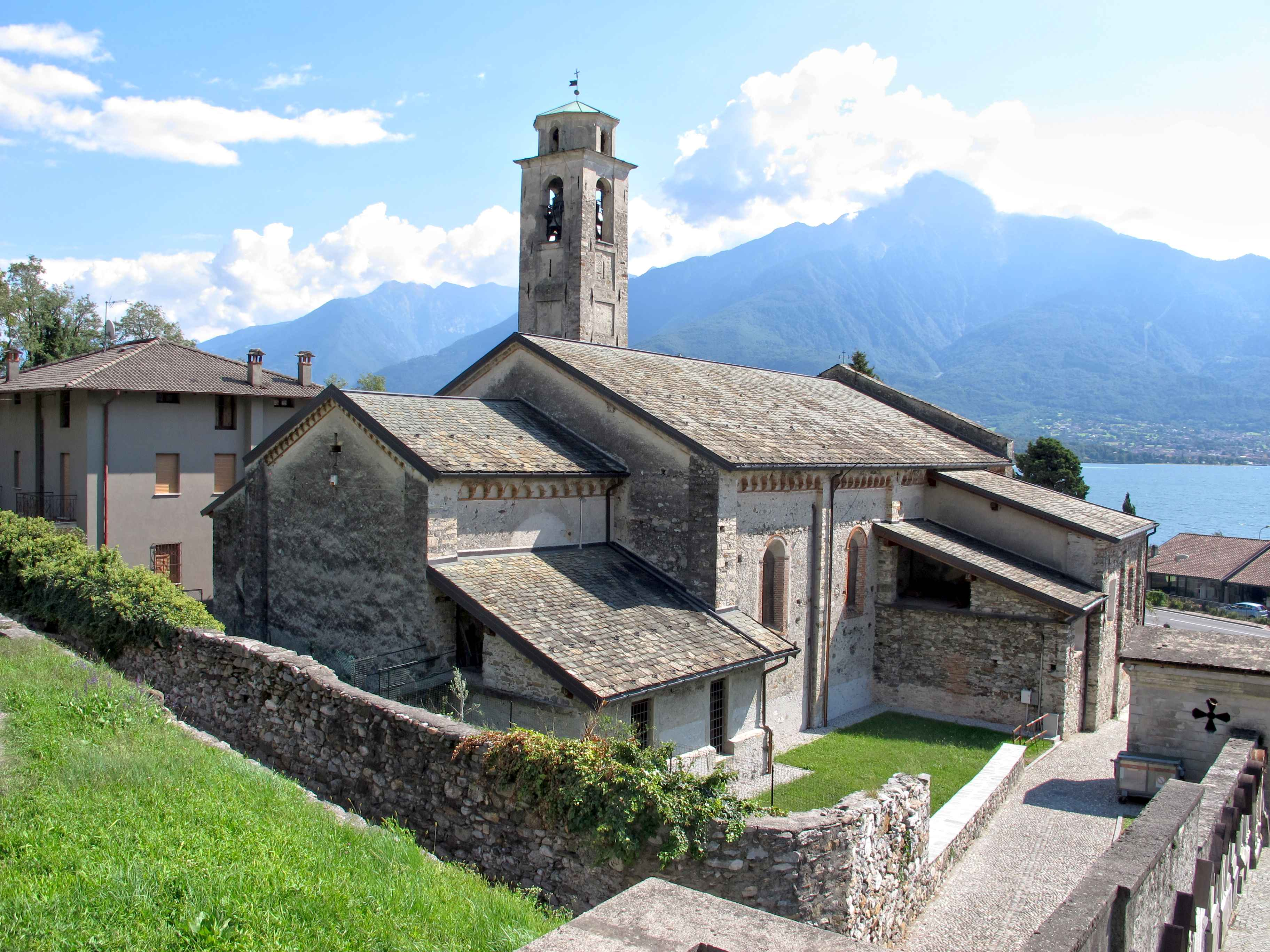
Chiesa di San Vincenzo, antica parrocchiale

La chiesa di San Vincenzo (XV secolo) fu realizzata sulla base di una chiesa romanica dell'XI-XII secolo, a sua volta edificata laddove in età romana si trovavano un tempietto dedicato a Giove e una villa. Al periodo romano risale un pavimento con decorazione a mosaico (nell'area battesimale) oltre a una stele funebre del III-IV secolo inglobata nello stipite di sinistra.
Resti delle colonne che sorreggevano la navata dell'edificio romanico sono visibili ancora oggi, al di sotto del piano di calpestio dell'attuale navata.
Nonostante sia sempre stata dotata di un proprio fonte battesimale, la chiesa di San Vincenzo risultò alle dipendenze della pieve di Olonio fino al 1444, anno dell'istituzione di Sorico a capopieve.
Nel corso del Quattrocento, l'orientamento della chiesa venne modificato: fino ad allora, quello che oggi è il lato destro dell'edificio ospitava infatti l'abside della primitiva chiesa romanica. Agli interventi intrapresi durante il XV secolo si deve l'aspetto dell'attuale facciata a capanna per costruire la quale vennero reimpiegate alcune lapidi romane e alcune formelle marmoree del periodo carolingio.
Alla prima metà del Cinquecento risalgono invece gli affreschi di scuola lombarda conservati all'interno della chiesa. Una prima serie di questi affreschi, situata sulle pareti e sui pilastri della navata, raffigura tre dei quattro principali Dottori della Chiesa (manca sant'Agostino), e i santi Stefano, Bernardo, Vincenzo, Antonio Abate e di Padova, Biagio, Pietro, Domenico, Giovanni Battista, Gottardo e Nicola.
Al 1546 risalgono inoltre gli affreschi del presbiterio commissionati della corporazione dei barcaioli geresi e raffiguranti, nell'ordine: sei profeti (sull'intradosso dell'arco di trionfo), i santi Pietro e Paolo (sui pilastri) i già citati dottori della Chiesa (sulle pareti laterali), Dio tra i santi Vincenzo e Stefano (sulla parete di fondo) e gli evangelisti (sulla volta). La paternità degli affreschi del presbiterio è tuttora incerta (si è ipotizzata una realizzazione alle botteghe di Sigismondo de Magistris o di Ambrogio Arcimboldi); tuttavia, si sa per certo che nel 1869 furono restaurati da Luigi Tagliaferri.
Ignoto è anche l'autore del polittico dell'altare maggiore, realizzato nel 1547 su commissione degli abitanti di Gera. Il polittico si compone due registri, uno inferiore e uno superiore. In quello inferiore si trova il dipinto di una Madonna col Bambino, affiancato dalle raffigurazioni dei santi Vincenzo e Giovanni Battista, Stefano e Lorenzo. Sotto al registro inferiore, la predella è ornata con i dipinti dei dodici apostoli, suddivisi in tre gruppi intervallati da rappresentazioni pittoriche dei primi quattro dottori della Chiesa. Il registro inferiore è invece dominato dal dipinto di una Crocifissione, collocato tra rappresentazioni iconografiche di due vescovi (uno dei quali è san Nicola di Bari) e dei santi Sebastiano e Rocco. Nella cimasa, il polittico è sormontato da tre specchiature che, nel loro insieme, simboleggiano l'Annunciazione. Durante la seconda guerra mondiale, il polittico fu smontato e portato precauzionalmente a Roma.

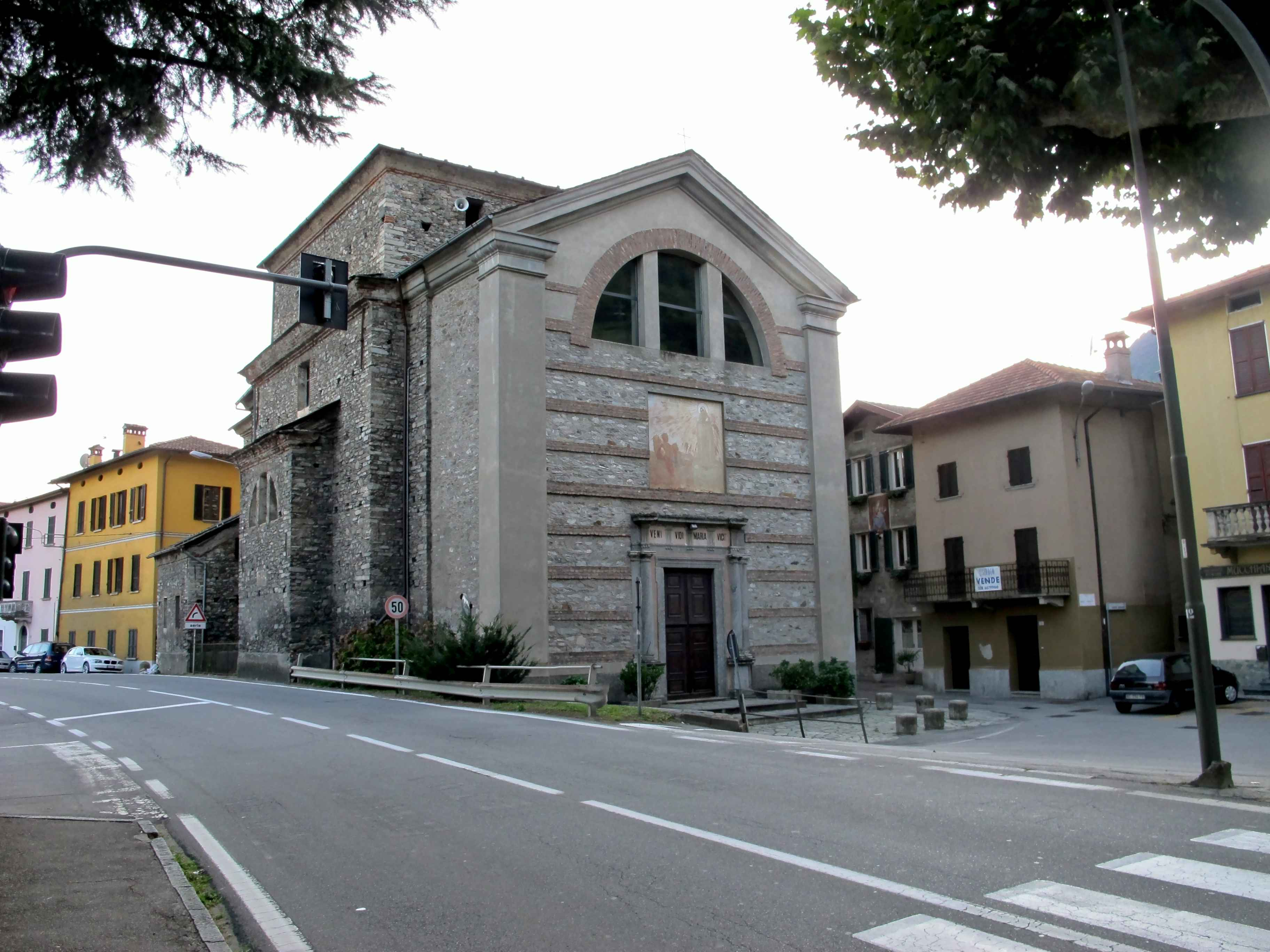
Chiesa di Nostra Signora di Fátima

#### Chiesa di Nostra Signora di Fátima
La chiesa di Nostra Signora di Fátima (1614-1634), gravemente danneggiata dall'alluvione del 1951 fu riconsacrata come "Santuario dei Pescatori" da Felice Bonomini nel 1963. Al suo interno conserva un'effige della Madonna proveniente da Fátima e benedetta in San Pietro da Giovanni XXIII nel 1959, oltre ad alcune opere decorative di Giovanni Battista Pozzi (artista attivo anche presso la chiesa dei Santi Gusmeo e Matteo di Gravedona).

#### Altro
A Gera Lario si trovano anche numerose cappellette ed edicole votive, nonché antiche case con facciata decorata da affreschi su temi sacri.

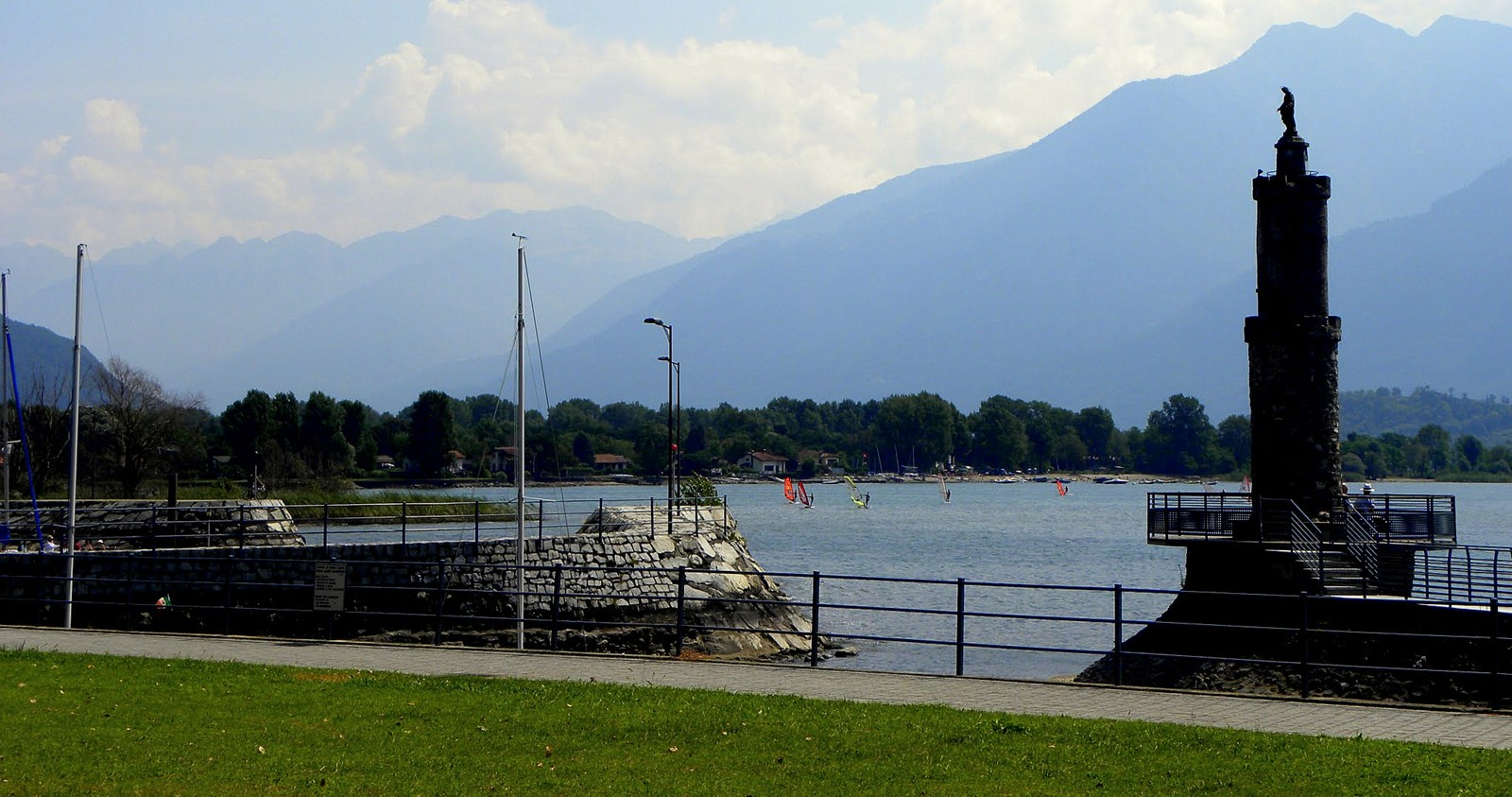
Porticciolo e faro votivo

### Architetture civili
Nell'area terminale del molo del porto turistico si trova un faro votivo, costruito nel 1957 in memoria dell'alluvione che sei anni prima aveva colpito il paese.
In territorio di Gera Lario si trova anche il Ponte del Passo, che permette di attraversare il fiume Mera.

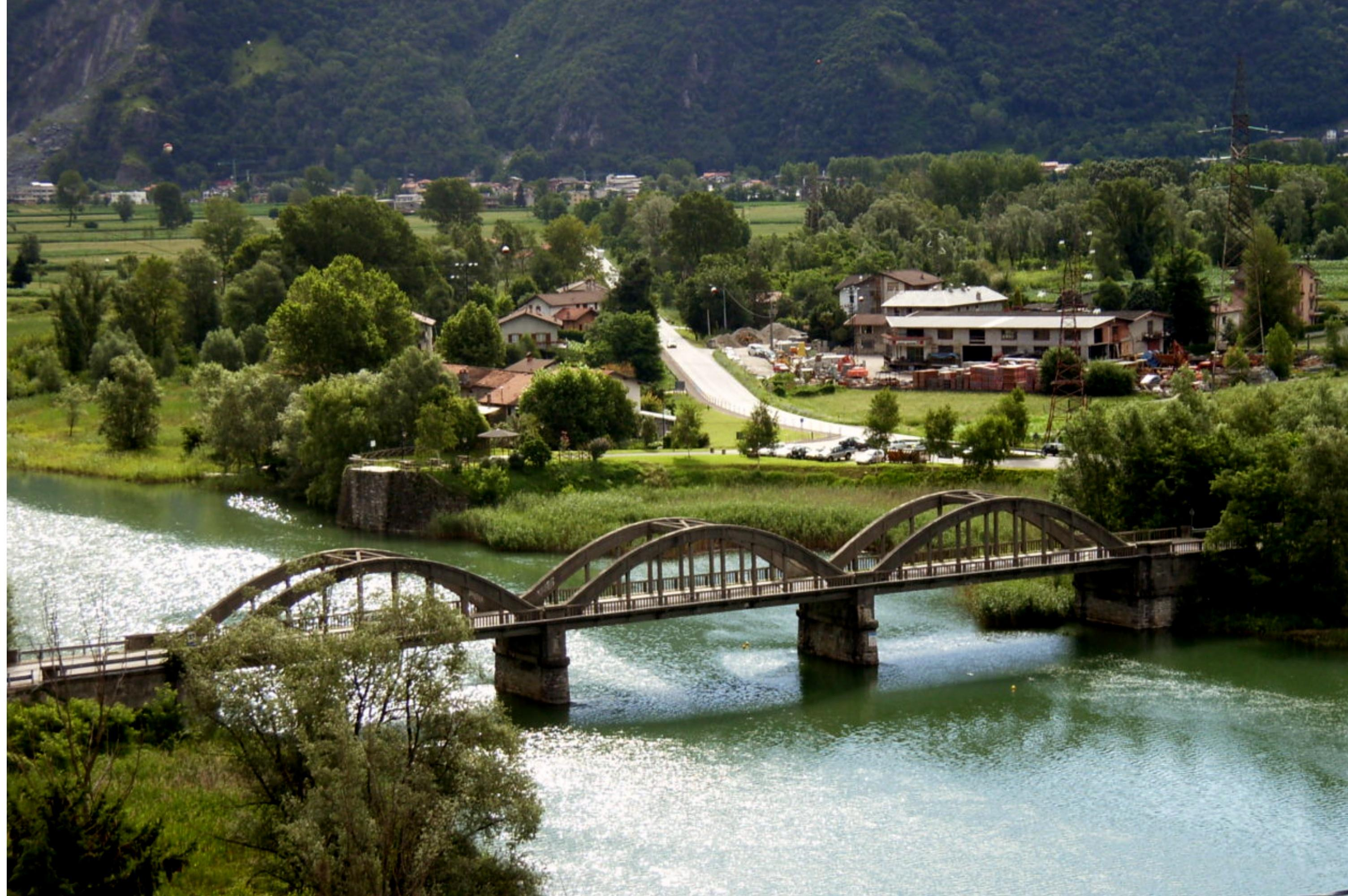
Il Ponte del Passo, che collega Gera Lario e Sorico

### Siti archeologici

#### Resti della vecchia Olonio
Alcuni scavi realizzati in località Ponte del Passo hanno ritrovato i resti della vecchia Olonio.
Tra i reperti si menzionano le fondamenta dell'edificio di culto che anticamente ospitava il quartier generale della pieve di Olonio, riferimento per il territorio fino a quando, nel 1444 la sede plebana fu spostata a Sorico per via delle continue esondazioni dovute alla piene del fiume Adda. Gli scavi hanno evidenziato una struttura realizzata in più fasi.
- Al livello più basso si sono riscontrate le fondamenta di una struttura risalente all'età tardo-romana, realizzata con materiali databili al IV secolo; in questo contesto, gli scavi hanno anche portato alla luce una moneta recante l'effige di Costantino.[7]
- A un livello superiore si è ricostruita la pianta di un oratorio rettangolare, chiuso da un'abside semicircolare e ampliato nella navata in una fase successiva; in questo contesto, è stata trovata una moneta in rame del VI secolo[7].
- A una fase protoromanica, forse del X secolo, risale invece una struttura a tre navate chiuse da altrettante absidi.[7] Le navate si sarebbero sviluppate a partire da quella del precedente oratorio, la quale avrebbe costituito una delle laterali.[7]
- Al XII-XIII secolo potrebbe invece risalire un ultimo intervento che comportò la trasformazione dell'abside centrale in un'area a pianta rettangolare coperta da una volta.[7] Quest'ultima fase confermerebbe le descrizioni dell'antica Pieve attestate da vari testi giunti fino a noi.[7]

Nella zona degli scavi si trovano anche i resti di un edificio a pianta quadrangolare e dotato di peristasi, forse di origine celtica, oltre ai resti dell'antica Torre di Olonio, distrutta dagli Svizzeri nel XVI secolo.

## Società

### Evoluzione demografica

#### Demografia pre-unitaria
- 1751: 450 abitanti[8]
- 1771: 559 abitanti[9]
- 1805: 454 abitanti[10]
- 1809: 1 130 abitanti (dopo l'annessione di Montemezzo, Sorico e Trezzone)[10]
- 1853: 545 abitanti[28]

#### Demografia post-unitaria
Abitanti censiti